# Saphir d'Élicia
Chlorestes eliciae
Espèce
Statut de conservation UICN

 LC  : Préoccupation mineure
Statut CITES
Le Saphir d'Élicia (Chlorestes eliciae) est une espèce de colibris de la sous-famille des Trochilinae.

## Description
Cet oiseau atteint 9 cm pour un poids de 3,6 g. Les mâles sont d'un vert tirant sur le jaune vers la queue et le bleu sur la poitrine. Les femelles sont similaires mais plus marron sur le ventre, la poitrine est moins uniformément bleu. Le bec est noir et rouge près de la tête.

## Distribution
Le Saphir d'Élicia occupe une aire morcelée qui va du Mexique, l'Amérique centrale jusqu'à l'extrême nord-ouest de la Colombie, incluant également les pays suivants : le Belize, le Costa Rica, le Salvador, le Guatemala, le Honduras, le Nicaragua et le Panama.

Carte de répartition de l'espèce

### Sous-espèces
D'après la classification de référence (version 10.1, 2020) du Congrès ornithologique international, cette espèce est constituée des deux sous-espèces suivantes (ordre phylogénique) :
- C. eliciae eliciae (Bourcier & Mulsant, 1846) ;
- C. eliciae earina Wetmore, 1967.